# Zhang Qian
Zhang Qian (en xinès tradicional: 張騫; en xinès simplificat: 张骞; en pinyin: Zhāng Qiān) fou un enviat imperial al segle ii aC, durant la dinastia Han. Fou el primer diplomàtic oficial en portar informació fiable sobre l'Àsia central a la cort imperial xinesa a Chang'an, llavors sota l'emperador Han Wudi, considerat el pioner en la colonització i conquesta xinesa de la zona que actualment correspon a la Regió Autònoma de Xinjiang i de l'obertura de la ruta de la seda. El relat de Zhang Qian sobre les seves exploracions a l'Àsia Central es detallen a les primeres cròniques històriques de Han ("Shiji", o "Memòries històriques"), compilades per Sima Qian al segle i aC.

## La primera missió de Zhang Qian cap a l'oest

### Objectius
La missió començava el 138 aC amb l'objectiu estratègic d'aconseguir aliances militars amb els caps de les tribus enemigues dels xiongnu per fer un front comú per aturar el seu poder i agressivitat. Una confederació de tribus nòmades xiongnu amenaçava de forma constant la seguretat de la Xina, malgrat la Gran Muralla, fent-hi incursions per saquejar les riqueses dels seus veïns, sobretot pagesos. Els xiongnu vulneraven així el sistema d'aliances que havien establert amb els xinesos, a través del qual a canvi de l'enviament per part de la Xina de princeses xineses per als caps xiongnu i l'entrega anual de presents, cap de les dues parts podia traspassar la Gran Muralla. Les guerres contra aquestes tribus havien costat moltes morts fins que l'emperador Wudi dels Han va intentar portar a terme una operació diplomàtica enviant un emissari fins al territori yuezhi, els quals havien estat derrotats pels xiongnu i obligats a fugir de la regió on vivien, entorn de Gansu, i emigrar milers de quilòmetres cap a l'oest fins a Daxia, l'antiga Bactriana, a l'actual Tadjikistan. Aprofitant la missió, Qian hauria de recollir informació dels països pels quals havia de passar i establir-hi si era possible aliances.
Zhang Qian era un jove oficial de la guàrdia de palau, que tenia prop de 30 anys, i que era originari de l'est de l'actual ciutat de Hanzhong, a la província de Shaanxi. Es diu que era un home honest, amb una gran força física, tenaç i decidit, especialment dotat per a la conducció dels 98 homes que l'acompanyaven. Entre aquest homes hi havia un arquer xiongnu anomenat Ganfu. Aquest havia estat fet presoner pels xinesos han i destinat com a criat en una família aristocràtica de Shandong. Quan se l'alliberà, accedí a l'exèrcit xinès. Era molt hàbil i estava ressentit amb el seu país després de ser-ne expulsat i espoliat, fet que el conduí a participar en la missió i fer-li de guia a Zhang Qian.

### Primera etapa: arrenca l'expedició. Capturats
Partint de la capital imperial Chang’an, Zhang Qian i els seus homes es dirigiren cap al nord-oest passant pel sud de Gansu i travessant el riu Groc pel corredor de l'Hexi al peu de les muntanyes de Qilian. Però poc després de deixar la Gran Muralla, s'equivocaren de camí i foren interceptats per un ampli destacament de genets xiongnu que els feren presoners. Foren portats a la residència del cap xiongnu i, després de ser maltractat, Zhang Qian fou destinat com a esclau d'una família aristocràtica xiongnu. Es va passar onze anys fent de pastor d'un immens ramat d'ovelles i es va casar amb una esclava xiongnu amb qui va tenir un fill.

### Segona etapa: Fugida. Arribada al regne dels dayuan
Però es va presentar una ocasió per fugir que Qian i un grup dels seus homes van aprofitar. Es desconeix quants homes van poder escapar, però el cert és que només van poder seguir avançant Zhang Qian i Ganfu. Decidiren continuar la missió i es dirigiren cap a l'oest, viatjant durant uns quants dies sofrint fam i sed. Després d'un llarg trajecte amb l'orientació del sol, la lluna i les estrelles, van arribar a un immens llac salat, el llac Lob Nor. Per tant, havien entrat a l'antic regne de Loulan, ocupat en aquella època per soldats xiongnu. Al llarg de la conca del Tarim arribaren a creuar fins a vuit ciutats-oasi diferents, com per exemple el regne de Weili, Qiuci i Shule, fins que finalment arribaren al regne dels dayuan. Dels habitants d'aquest regne se'n diu que conformaven un poble sedentari dedicat a l'agricultura i que es trobava a la vall de Fergana. Cultivava arròs, blat i vi i tenien molt bons cavalls, dels quals es diu que "suaven sang". Era un regne pròsper format per diverses ciutats i cases fortificades.
Zhang Qian i Ganfu foren molt ben rebuts pels dayuan, el cap dels quals els proporcionaren un grup de traductors i de guies per tal que els conduïssin cap al territori dels yuezhi. Abans d'entrar en contacte amb aquest últim poble, Zhang Qian encara va visitar una altra àrea, el regne dels kangju, un estat nòmada al nord-oest dels dayuan.

### Tercera etapa: els yuezhi. Camí de tornada
Finalment, l'expedició arribà a la zona que ocupaven els yuezhi en aquell moment, a la zona de Daxia, a l'antiga Bactriana. Els yuezhi limitaven a l'est amb els dayuan, a l'oest amb Ansi (Partia) i al nord tenien els kangju.
Eren un poble nòmada de costums semblants als dels xiongnu. Zhang Qian no els va poder convèncer per a unir-se contra els xiongnu. No obstant això, Zhang Qian va romandre en aquesta regió durant aproximadament un any, probablement amb l'esperança d'acabar convencent el rei yuezhi. És allí on el diplomàtic han observà que es comercialitzaven productes xinesos per aquelles contrades, fet que el va dur a reflexionar sobre les rutes comercials existents desconegudes per la cort imperial han que podien haver-hi pel sud de la Xina, cap a l'Índia (Shendu) fins als regnes de l'Àsia central.
Zhang Qian decidí a la fi emprendre el camí de tornada cap a Chang’an, rodejant pel sud la depressió del riu Tarim i travessant l'actual província de Qinghai. Tornaren a tenir mala sort, ja que foren de nou capturats per genets xiongnu, dels qui van poder escapar al cap d'un any, aprofitant la confusió i el caos que es produïren al voltant de l'any 126 aC amb la mort del rei xiongnu d'aquell moment.
Quan Zhang Qian arribà de nou a la cort imperial xinesa, encara sota el regnat de l'emperador Wudi, es produí una gran commoció, ja que havien transcorregut 13 anys des de la seva partida i se li concedí un rang d'alt dignatari.

## La segona missió de Zhang Qian. A la recerca d'una ruta pel sud-oest
Zhang Qian reuní al seu informe presentat a Wudi molta informació sobre aquelles regions centreasiàtiques que havia visitat i, entre altres detalls, recollia l'existència de dues rutes comercials alternatives que hi podien haver entre la Xina han i els regnes de l'oest. La primera, la del nord, a través del corredor de l'Hexi, el desert de Takla Makan i les muntanyes del Pamir; la del sud, a través de la qual productes com bambús i sedes de l'actual província de Sichuan circulaven a través de Yunnan cap a Birmània, el nord de l'Índia (Shendu) fins a arribar a la zona de l'Afganistan actual. Veient les dificultats que encara presentava la ruta del nord, que els xiongnu amenaçaven constantment, Zhang Qian va proposar buscar una ruta alternativa que no estigués bloquejada pels xiongnu, enviar alguna expedició precisament cap al sud-oest, per trobar aquesta via comercial pel sud que forçosament havia d'existir.
Cap a l'any 135 aC un oficial, Tang Meng, havia aconseguit persuadir el govern per a fer-hi una expedició d'exploració, ja que es tenien informes sobre la important activitat comercial d'aquelles zones. Els xinesos hi establiren el seu control i una sèrie de rutes comercials des de la capital. Tanmateix, l'activitat comercial es va veure suspesa per la dissidència local i per la concentració dels esforços han contra els xiongnu al nord.
L'interès per la zona va tornar a ressorgir a partir del 126 aEC gràcies als informes de Zhang Qian. Es van enviar diverses expedicions des de l'actual Sichuan cap al sud. S'arribarà amb certa facilitat fins a Yibin (actual Yunnan), però a partir d'aquell punt tindrien problemes per a continuar, ja que no van trobar el camí. Després d'alguns intents frustrats i de les altes despeses dels viatges, desistiren, però l'interès per aquella zona no va desaparèixer, i anys més tard els han hi ampliarien el seu control.

## Tercera missió. La possible aliança amb els wusun
Zhang Qian havia descrit al seu informe la història interna dels wusun, un poble nòmada que habitava una zona de la vall del riu Ili. Va proposar buscar un acord amistós amb els wusun del mateix tipus que s'havia volgut aconseguir amb els yuezhi per tal de combatre els xiongnu.
En una campanya militar l'any 121 aEC s'havia derrotat els xiongnu, que momentàniament havien estat empesos cap al nord, fet que feia que el camí cap a l'oest estigués lliure d'aquesta amenaça i fos més segur. La cort de Chang’an acceptà la seva proposta i de nou Zhang Qian fou enviat aproximadament al voltant del 115 aC en una expedició diplomàtica cap a l'oest amb 300 homes i ben carregada de presents de valor, com or i seda, que s'entregaren als caps dels regnes que van creuar i amb qui volien també establir-hi relacions diplomàtiques.
De la mateixa manera que ocorregué amb els yuezhi, els wusun no van voler participar militarment contra els xiongnu aliant-se amb els xinesos, però sí que hi establiren relacions amistoses. Zhang Qian va entregar presents xinesos al cap dels wusun i de tornada cap a Chang’an, Zhang Qian va endur-se guies i intèrprets wusun, ambaixadors, a més de valuosos cavalls a fi d'enfortir l'aliança. Dels 300 homes que l'acompanyaven en va enviar alguns als diferents regnes centreasiàtics que havia visitat anteriorment, com els dels dayuan, kangju, yuezhi, Daxia. Més tard arribarien delegacions d'aquestes regions a la cort xinesa i així s'iniciaria un anar i venir de missions oficials entre aquests estats.
Finalment, Zhang Qian morí el 113 aEC.